# Morchella tibetica
Morchella tibetica ist eine Schlauchpilzart (Ascomycota) aus der Familie der Morchelverwandten (Morchellaceae).

## Merkmale

### Makroskopische Merkmale
Morchella tibetica bildet einzelne, in Hut und Stiel gegliederte Fruchtkörper (Komplexapothecien). Der Hut ist glockenförmig oder konisch  und wird 3 bis 4,5 cm lang und  2 bis 3 cm breit. Die Fruchtschicht wird durch Rippen in Gruben unterteilt und ist orange bis olivfarben.  Das orange-braune Receptaculum ist sehr wenig körnig-warzig, keulig und etwas hohl. Es ist 7 bis 10 cm lang und 1,5 bis 2,2  cm breit. Der Geruch ist schwach und der Geschmack angenehm.

### Mikroskopische Merkmale
Die Sporen sind schmal elliptisch, glatt und durchscheinend (hyalin). Sie messen 28 bis 33 auf 16 bis 20 Mikrometer.

## Ökologie
Morchella tibetica wächst einzeln im Laubwald zwischen Büschen.

## Verbreitung
Bei der Erstbeschreibung wurde für Morchella tibetica Tibet als Verbreitungsgebiet angegeben mit einer Fundstelle im Kreis Mêdog in 1700 m.

## Systematik und Taxonomie
Morchella tibetica wurde 1987 von M. Zang erstbeschrieben. Die systematische Stellung innerhalb der Gattung ist allerdings noch unklar, da bisher keine geeignete DNA-Sequenzen gewonnen werden konnten.

## Bedeutung
Morchella tibetica  zeichnet sich durch seinen einzigartigen Geschmack aus und wird als Speisepilz genutzt.